# 大阪府立旭高等学校
大阪府立旭高等学校（おおさかふりつ あさひこうとうがっこう）は、大阪府大阪市旭区にある公立高等学校。

## 概要
普通科と国際文化科が併設されている。1952年に全日制普通科高等学校として開校した。1992年に国際教養科が併設され、国際教養科は2021年度入学生より国際文化科に改編された。
国際文化科は前身の国際教養科の時代から、第2外国語として、ドイツ語・フランス語・中国語・韓国朝鮮語・イタリア語・スペイン語の6か国語の授業を開講している。
オーストラリア・サウスオーストラリア州アデレード市のアデレードハイスクール(Adelaide High School)などと姉妹校協定を結び、生徒の交換留学や交流活動などをおこなっている。
2011年より、イングリッシュフロンティアハイスクールズG2グレード校に指定されている。

## 沿革
1952年3月に仮称「大阪府立第48高等学校」開設が決定し、同年4月に第1期生が入学した。開校当初は大阪府中河内郡盾津町鴻池新田（現在の東大阪市西鴻池町2丁目）・大阪府立城東工業高等学校校舎の一部を仮校舎として間借りして教育活動をおこなった。
翌1953年に大阪府立旭高等学校の校名となり、大阪市旭区大宮西之町4丁目（現在地）に移転することになった。1953年度は大阪市立高殿小学校と大阪市立旭陽中学校の2ヶ所に仮校舎を設置した。
その後1956年3月までに校舎が竣工し、現在地での教育活動をおこなっている。

### 年表
- 1952年3月31日 - 大阪府立第48高等学校開設を決定。
- 1952年4月14日 - 普通科1期生入学。
- 1953年4月1日 - 大阪府立旭高等学校と改称。
- 1954年11月11日 - 校歌制定委員会発足。
- 1992年 - 国際教養科を設置。
- 1994年12月 - インドネシアより、短期留学生受け入れ開始。
- 1996年10月19日 - 国際教養科が海外修学旅行（中華人民共和国・上海）。
- 1998年7月20日 - 短期海外語学研修開始。
- 1999年10月19日～10月22日 - 大韓民国へ普通科・国際教養科合同で海外修学旅行（修学旅行が現在の形になる）。
- 2003年10月 - オーストラリアへの修学旅行を実施。
- 2006年9月 - アデレードハイスクール（オーストラリア）と姉妹校提携。
- 2009年9月 - ヘレネランゲギムナジウム（ドイツ連邦共和国）と姉妹校提携。
- 2010年3月 - サトリシスリヨタイ高校（タイ王国）と姉妹校提携。
- 2021年 - 国際教養科を国際文化科に改編（同年度入学の生徒より）。

## 交通
- Osaka Metro谷町線 関目高殿駅より北西へ約400m
- 京阪本線関目駅およびOsaka Metro今里筋線関目成育駅より北西へ約800m
- 京阪電鉄（京阪本線）森小路駅より南西へ約1.2 km

## 出身者
- 淺利敬一郎 - 豊中市長（第21代～23代）
- 吉田治 - 旧国民民主党の元衆議院議員
- 上島規男 - イントランス創業者・元代表取締役社長
- 福盛訓之 - 新教育総合研究会代表取締役（学習塾個別指導キャンパスを運営）
- 浦雅春 - ロシア文学者。元東京大学大学院総合文化研究科教授
- 田口宏昭 - 社会学者。熊本大学大学院教育学研究科教授
- 西村朗 - 作曲家。NHK教育テレビ「N響アワー」司会。東京音楽大学教授
- 林行夫 - 文化人類学者。京都大学名誉教授
- 土生田純之 - 考古学者。専修大学文学部教授
- 船場太郎 - コメディアン（吉本新喜劇）、元大阪市議
- 乾龍介 - 元朝日放送アナウンサー
- 木内義一 - 俳優
- 北本隆雄 - 札幌テレビ放送アナウンサー
- 桑原雅人 - お笑いコンビ「トット」
- 多田智佑 - お笑いコンビ「トット」
- カズマ・スパーキン - お笑いタレント
- 仲みゆき - アナウンサー
- 橋本 市民球場 - 隣人 (お笑いコンビ)
- 三上雅彦（ゴンザレス三上） - ゴンチチ ギターリスト

### 関係者
- 明珍昇 - 詩人。元同校教員。在籍中に旭高等学校校歌を作詞。
- 内田裕也 - ミュージシャン。中退、大阪府立三国丘高等学校に転校。